# Ronald Kwemoi
Ronald Chebolei Kwemoi (Monte Elgon, 19 settembre 1995) è un mezzofondista keniano, ha vinto la medaglia d'argento ai Giochi olimpici di Parigi 2024 nei 5000 m piani alle spalle di Jakob Ingebrigtsen.

## Palmarès
| Anno | Manifestazione          | Sede           | Evento          | Risultato  | Prestazione | Note  |
| ---- | ----------------------- | -------------- | --------------- | ---------- | ----------- | ----- |
| 2013 | Mondiali cross          | Bydgoszcz      | Individuale U20 | 9º         | 21'58"      |       |
| 2013 | Mondiali cross          | Bydgoszcz      | A squadre U20   | Argento    | 26 pt       |       |
| 2014 | Giochi del Commonwealth | Glasgow        | 1500 m piani    | Argento    | 3'39"53     |       |
| 2014 | Campionati africani     | Marrakech      | 1500 m piani    | Bronzo     | 3'42"59     |       |
| 2015 | Giochi panafricani      | Brazzaville    | 1500 m piani    | 4º         | 3'47"02     |       |
| 2016 | Giochi olimpici         | Rio de Janeiro | 1500 m piani    | 13º        | 3'56"76     |       |
| 2017 | Mondiali                | Londra         | 1500 m piani    | Semifinale | 3'39"47     |       |
| 2019 | Mondiali                | Doha           | 1500 m piani    | 7º         | 3'32"72     | [ 1 ] |
| 2024 | Giochi olimpici         | Parigi         | 5000 m piani    | Argento    | 13'15"04    | [ 2 ] |

## Altre competizioni internazionali
2014
- Oro all'Athletissima, ( Losanna), 1500 m piani - 3'31"48
- Bronzo all'Herculis, ( Monaco), 1500 m piani - 3'28"81

2015
- 6º al Prefontaine Classic, ( Eugene), miglio - 3'52"57
- 5º ai Bislett Games, ( Oslo), miglio - 3'53"07
- Bronzo al Meeting Areva, ( Saint-Denis), 1500 m piani - 3'30"43
- 5º alla Weltklasse Zürich, ( Zurigo), 1500 m piani - 3'36"60

2016
- Oro all'Herculis, ( Monaco), 1500 m piani - 3'30"49

2017
- 10º alla Weltklasse Zürich, ( Zurigo), 5000 m piani - 13'55"56
- Oro alla Doha Diamond League, ( Doha), 3000 m piani - 7'28"73
- Argento al Meeting de Paris, ( Parigi), 3000 m piani - 7'32"88
- Oro al Prefontaine Classic, ( Eugene), miglio - 3'49"04
- Argento all'Herculis, ( Monaco), 1500 m piani - 3'32"34

2019
- 15º al Prefontaine Classic, ( Palo Alto), 2 miglia - 8'42"41
- 6º al Doha Diamond League, ( Doha), 1500 m piani - 3'33"99

2021
- 4º al Prefontaine Classic, ( Eugene), miglio - 3'51"31
- Bronzo al Bauhaus-Galan, ( Stoccolma), 1500 m piani - 3'33"53
- 6º al Weltklasse Zürich, ( Zurigo), 1500 m piani - 3'33"34

2024
- 10º al Prefontaine Classic ( Eugene), 10000 m piani - 27'47"72
- 7º alla Xiamen Diamond League, ( Xiamen), 5000 m piani - 13'02"56